# Chrysotoxum latilimbatum
Chrysotoxum latilimbatum är en tvåvingeart som beskrevs av Collin 1940. Chrysotoxum latilimbatum ingår i släktet getingblomflugor, och familjen blomflugor. Inga underarter finns listade i Catalogue of Life.